# سینه‌زنی

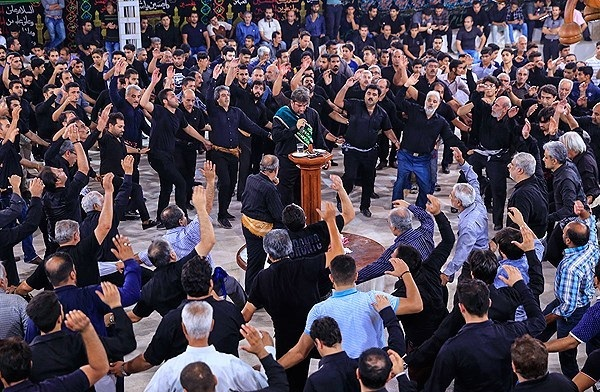
سینه زنی بوشهری

سینه‌زنی یکی از مهم‌ترین مراسم عزاداری در ماه محرم در ایران است که به منظور یادبود شهادت امام حسین (ع) و یارانش در کربلا انجام می‌شود. در این مراسم، عزاداران به صورت دسته‌جمعی با همخوانی نوحه‌ها و شعرهای مذهبی بر سینه‌های خود می‌زنند تا حس همدردی و غم خود را ابراز کنند. سینه‌زنی نمادی از درد و اندوه عمیق است و به نوعی بیانگر پیوند قلبی میان عزاداران و واقعه کربلاست. این حرکت در هیئت‌ها و دسته‌های عزاداری اجرا می‌شود و معمولاً همراه با زنجیرزنی نیز برگزار می‌شود. سینه‌زنی نه تنها یک عمل فیزیکی، بلکه فرصتی است برای تقویت روحیه‌ی جمعی، وحدت و همبستگی میان مردم. در بسیاری از شهرهای ایران، این مراسم با شکوه خاصی همراه است و به شکل‌های محلی و سنتی اجرا می‌شود که فرهنگ هر منطقه را نشان می‌دهد.

## پیشینه و روش‌ها

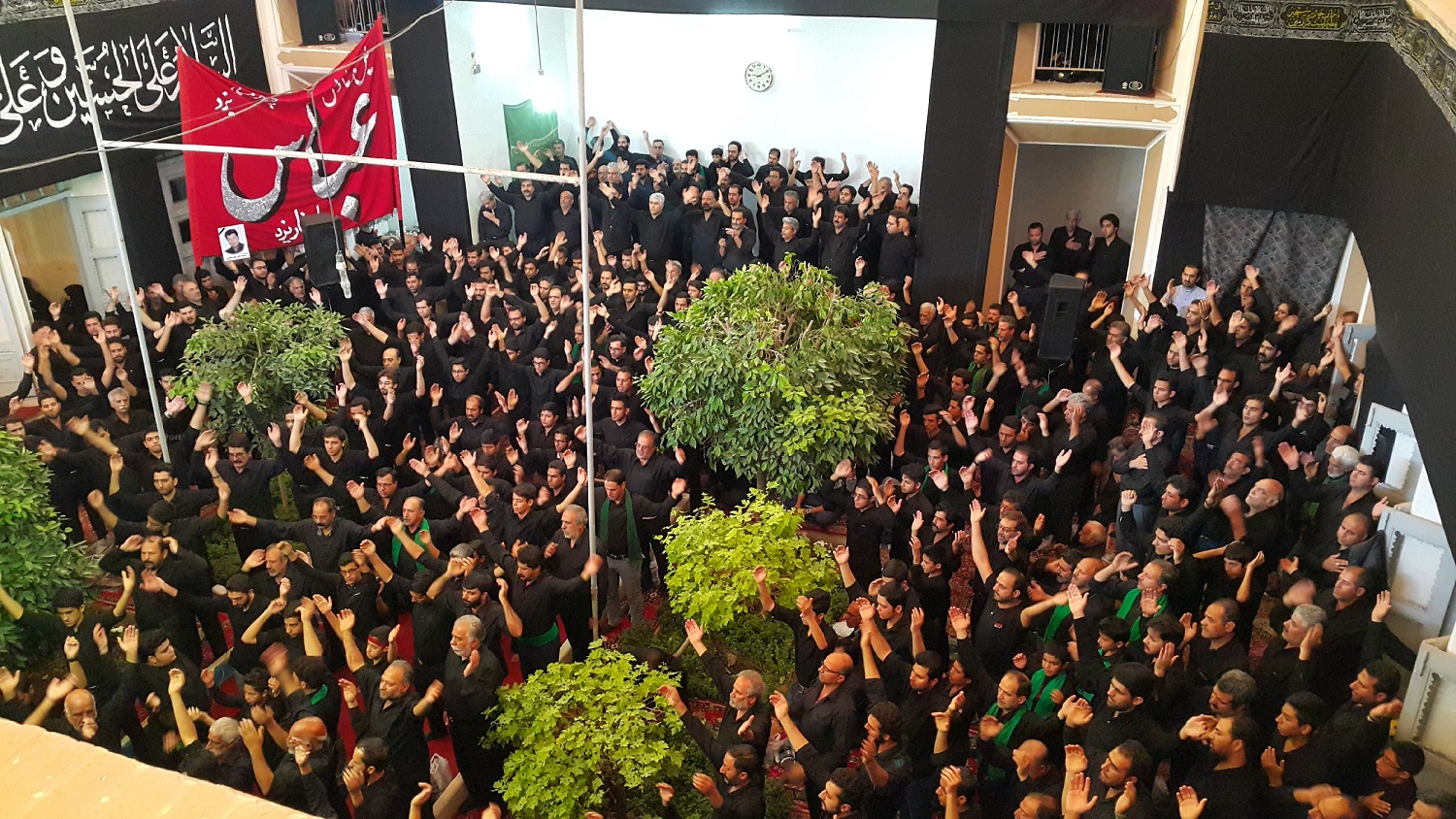
سینه زنی در عزاداری حسین بن علی

از مراسم سنتی عزاداری برای حسین بن علی و دیگر امامان شیعه، که همراه نوحه خوانی و با آهنگی خاص بر سر و سینه می‌زنند، گاهی هم سینه خود را لخت‌کرده، بر آن می‌زنند. اصل این سنت، به ویژه در میان عرب ها رواج داشته‌است. بعدها به صورت موجود درآمده که با انتخاب نوحه‌های سنگین، حرکات دست بر سینه می‌خورد. به فردی هم که‌بر سینه خود زده، عزاداری می‌کند، «سینه زن» می‌گویند. اینگونه نوحه‌گری، ابتدا به صورت فردی بوده، اما با مرور زمان به شکل گروهی ودستجات سوگواری درآمده‌است.
«دسته گردانی و سینه زنی و نوحه خوانی که در زمان صفویه رایج شده و توسعه پیدا کرده بود، در عصر قاجاریه با توسعه و تجمل بیشتر در پایتخت رواج داشت… دسته گردانی در عصر قاجار، به‌ویژه در زمان ناصر الدین شاه با آداب و تشریفات و تجمل بسیار برگزار می‌شد.

دسته‌های روز با نقاره و موزیک جدید و علم و بیرق و کتل، و دسته‌های شب با طبقهای چراغ زنبوری و حجله و مشعل به راه می‌افتاد و در فواصل دسته سینه‌زنها با آهنگ موزون سینه می‌زدند. نوحه‌خوانی و سینه‌زنی حتی در اندرونی شاهان قاجار، بین زنان اندرون نیز متداول بود…»

### سینه‌زن
کسی که در عزا و مصیبت بر سینه خود می‌زند و نوحه‌گری می‌نماید. سینه زن باید با دیگر سینه زنان و نیز با آهنگ نوحه هماهنگ باشد و تک زنی نکند
تک زدن
در اصطلاح لوطیان در سینه زنی بی آهنگ زدن یکی ازمردم دسته. غلط به سینه زدن که خارج از آهنگ یکنواخت دیگر سینه زنان باشد. و به انجام دهنده آن «تک‌زن» می‌گویند.

## سینه‌زنی سیاسی و اعتراضی
در ایران، در دوران حکومت جمهوری اسلامی، سینه‌زنی حالت سیاسی و اعتراضی نیز به خود گرفته است.
در سال ۱۳۹۹، گروهی از مردم بومی اسلام‌آباد بهبهان در استان خوزستان در هشتم شهریور، به یاد کشته‌شدگان حوادث آبان ۱۳۹۸ مراسم سوگواری برگزار کردند و در آن، سینه‌زنی کردند.
در سال ۱۴۰۲ و در نخستین محرم پس از آغاز حوادث ۱۴۰۱ ایران، گروه اندکی برای همراهی با این کشته‌شدگان، تصنیف‌های اعتراضی خوانده و مردم نیز با سینه‌زنی اعتراضی در دسته‌های عزاداری یاد کشته‌شدگان را گرامی داشتند. 
در یکی از این موارد در شهر آمل گروه موزیک تکیه نیاکی، یکی از تکایای بزرگ این شهر، روز جمعه همزمان با مراسم ظهر عاشورا با لباس‌های سفید و با نواختن تصنیف «از خونه جوانان وطن لاله دمیده» در کنار آرامگاه غزاله چلابی حضور یافتند و با سینه‌زنی به این دختر جوان ادای احترام کردند. فاطمه مجتبایی، مادر غزاله چلابی، همراه با دسته‌های عزاداری که برای ادای احترام مقابل مزار محصور‌شدهٔ فرزندش رفته بودند، بدون حجاب سینه‌زنی کرد.
این شکل از اعتراض، برخی دانشمندان علوم اسلامی را به واکنش واداشت. رئیس جامعه مدرسین حوزه علمیه قم برخی نوحه‌خوان‌ها و سینه‌زن‌ها را «دشمن‌شادکن» نامید و گفت آن‌ها در مسیری سینه‌ می‌زنند که رادیوها و رسانه‌های دشمن حرف و شعارشان را پخش کنند. مدیرکل ارشاد اسلامی یزد نیز تعدادی از نوحه‌خوانها و مداحان این شهر را در ردیف «شیطان و یارانش» قرار داد، آنها را به ایجاد «انحراف در عزاداری محرم» متهم کرد و گفت: برای برخی نوحه‌ها رسانهٔ یزید هم کف می‌زند.

## آئین‌های محلی سینه زنی
- سینه‌زنی واحد: نوعی سینه‌زنی است که در استان‌های خوزستان و بوشهر رواج دارد. در این نوع سینه‌زنی، عزاداران در قالب حلقه‌های تو در تو استقرار می‌یابند و با دست چپ کمر نفر سمت چپ خود را می‌گیرند و با دست راست سینه‌زنی می‌کنند. به هنگام سینه‌زنی حلقه‌ها آرام آرام می‌چرخند. نوحه‌های مناسب این نوع سینه زنی از نوع نوحه بوشهری است که وزنی سنگین دارد. سینه زنی واحد پس از نواختن سنج و دمام و بوق کم‌کم شروع می‌شود. ابتدا فردی که «سرخوان» نام دارد شروع به خواندن نوحه می‌کند تا کم‌کم افراد تجمع کنند و حلقه‌ها شکل بگیرد. سپس نوحه‌خوان اصلی با اعلام کلمه «واحد» شروع سینه زنی را اعلام می‌کند.

- سینه‌زنی عرب‌های خوزستان: بیشتر به سبک چلاب است. سینه‌زن‌ها بر گردن چفیه می‌اندازند و به به موکب‌های حسینی می‌روند. جوان‌ها دوش به دوش هم قرار می‌گیرند و به صورت دایره می‌ایستند هر نفر دست چپ را روی کمر کناری می‌گذارد سپس بعد از بالا بردن پای راست آن را محکم بر زمین می‌کوبند و سپس با دست بر سینه می‌زنند.[۱۰] در مداحی هنگامی که مداح سکوت می‌کند یکی از سینه زن‌ها فریاد می‌زند یا علی و دیگر چلاب زنان در پاسخ می‌گویند یا ابو حسین.[۱۰] در خانمها، هنگامی که مداح زنان، ملایه روضه‌خوانی را شروع می‌کند، زنان که بیشترشان ثوب‌های عربی پوشیده‌اند چهارزانو دور اتاق را پر می‌کنند و شیله‌های مشکی (روسری عربی) خود را جلوی چشم‌های خود می‌آورند. پس از روضه، در سینه‌زنی زنان ابتدا بر پاهای خود می‌زنند. گاهی مداح زنان ریتم را تغییر می‌دهد و عزاداران باید با دست راست بر سینه و با دست چپ بر پای چپ بکوبند.[۱۰] ازدیگر سبک‌های سینه‌زنی زنان، ایستاده سینه‌زدن است که دست‌ها را به صورت ضربدر نگاه داشته و بر سینه می‌کوبند و با ریتمی‌کند سینه‌زنی را ادامه می‌دهند. آن جا که ریتم تندتر می‌شود، زنان با گفتن احو، احو، همراهی می‌کنند. به این نوع سینه‌زنی که زنان به تندی دست‌ها را بر سینه می‌زنند رشگ گفته می‌شود.[۱۰]

## سینه زنی در مسیحیت
در انجیل متی (یکی از چهار انجیل کتاب مقدس مسیحیان) به عزاداری و سینه زنی اشاره شده و آن را یکی از نشانه های ظهور منجی (پسر انسان) دانسته است: «آنگاه علامت پسر انسان در آسمان پدیدار گردد و در آن وقت جمیع طوایف زمین سینه زنی کنند و پسر انسان را ببینند که بر ابر های آسمان با قوت و جلال می آید.»

## سینه زنی در یهودیت
در تورات، کوبیدن بر سینه یا به اصطلاح سینه زنی از نشانه های ناراحتی و غم دانسته شده: «پس از برگشتن از راه، پشیمان شدم، و چون تعلیم یافتم، بر سینه خود کوفتم؛ شرمسار بودم و رسوایی کشیدم، چونکه ننگ ایام جوانی ام را متحمل گشتم.»

## سینه زنی در اسلام
در میان مسلمانان شیعه، سینه زنی امری رایج است و آنها در عزای امامان خود، مخصوصا حسین بن علی، سینه زنی می کنند. در قرآن به نحوه عزاداری یعقوب پس از گمشدن فرزندش یوسف اشاره شده است: «روى خود از آنها بگردانيد و گفت: اى اندوها بر يوسف. و چشمانش از غم سپيدى گرفت و همچنان اندوه خود فرو مى‌خورد. گفتند: به خدا سوگند پيوسته يوسف را ياد مى‌كنى تا بيمار گردى يا بميرى.» البته سینه زنی در اسلام نباید به گونه ای باشد که به خود شخص یا دیگران آسیبی برسد؛ زیرا در آن صورت فرد حق النفس (حق خودش) و حق الناس (حق مردم) را پایمال کرده است.